# Аллен, Мэрион Питтман
Мэ́рион Пи́ттман А́ллен (англ. Maryon Pittman Allen; 30 ноября 1925, Меридиан, Миссисипи, США — 23 июля 2018, Бирмингем, Алабама, США) — американский политик, журналистка, сенатор США от Алабамы с 8 июня по 7 ноября 1978 года.  

## Биография

### Ранние годы
Мэрион Питтман родилась в Меридиане, штат Миссисипи, в 1925 году. На следующий год после рождения дочери, её семья переехала в Бирмингем, Алабама: там отец Мэрион основал тракторское дилерское отделение. С 1944 по 1947 год Питтман изучала журналистику в Университете штата Алабама, однако, учёбу в нём до конца не довела. В 1946 году, будучи студенткой, Мэрион вышла замуж за Джошуа Маллинса, в браке с которым родила троих детей. В 1959 году супруги развелись. 

### Журналистская деятельность и второе замужество
После расставания с Джошуа, Мэрион устроилась на работу: сначала в качестве страхового агента, а затем редактором женских секций для пяти еженедельных газет в Бирмингемском районе. Спустя время, Питтман стала штатным репортёром газеты «The Birmingham News». Находясь в этой должности, она встретила Джеймса Аллена, будущего вице-губернатора Алабамы. Мэрион и Джеймс, вдовец с двумя детьми, поженились в августе 1964 года.

### Служба в Сенате
1 июня 1978 года внезапно скончался супруг Мэрион, Джим Аллен: причиной тому стал сердечный приступ. В то время, он занимал должность сенатора США от Алабамы. Спустя неделю, восьмого июня, алабамский губернатор Джордж Уоллес назначил Мэрион Аллен преемницей своего мужа. В этот же день, Мэрион Аллен вступила в должность сенатора США. Во время своего пребывания на посту, Аллен была одной из двух женщин в Сенате, наряду с Мюриэль Хамфри-Браун, представляющей Миннесоту. 